# Imperiul Akkadian

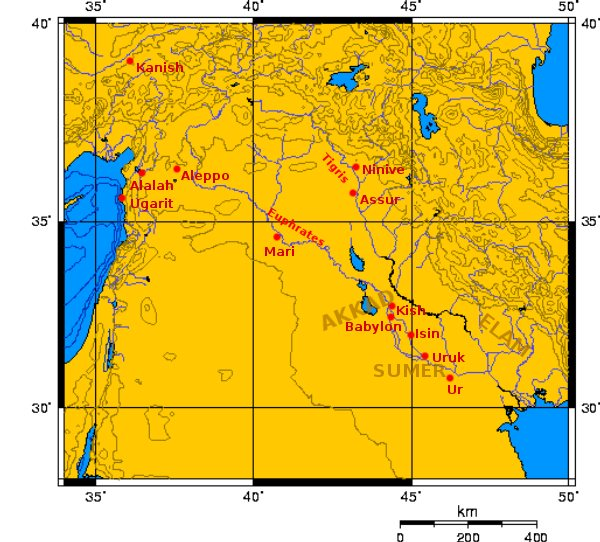
Akkadul reprezentat pe hartă

Imperiul Akkadian a fost primul mare imperiu al orientului antic. Sargon I, un aventurier de origine modestă, aflat în slujba regelui orașului sumerian Kiș, uzurpă puterea, îl înfrânge pe Lugalzaggisi din Umma, stăpân al unei mari părți a Sumerului, întreprinde campanii victorioase în Elam și Siria, punând bazele unui stat ce se întinde de la golful Persic la Marea Mediterană. O armată permanentă, de 5000 de luptători și un aparat birocratic centralizat asigură liniștea internă și paza hotarelor. Succesorii săi, Rimuș și Maniștusu, mențin și consolidează cuceririle lui Sargon.

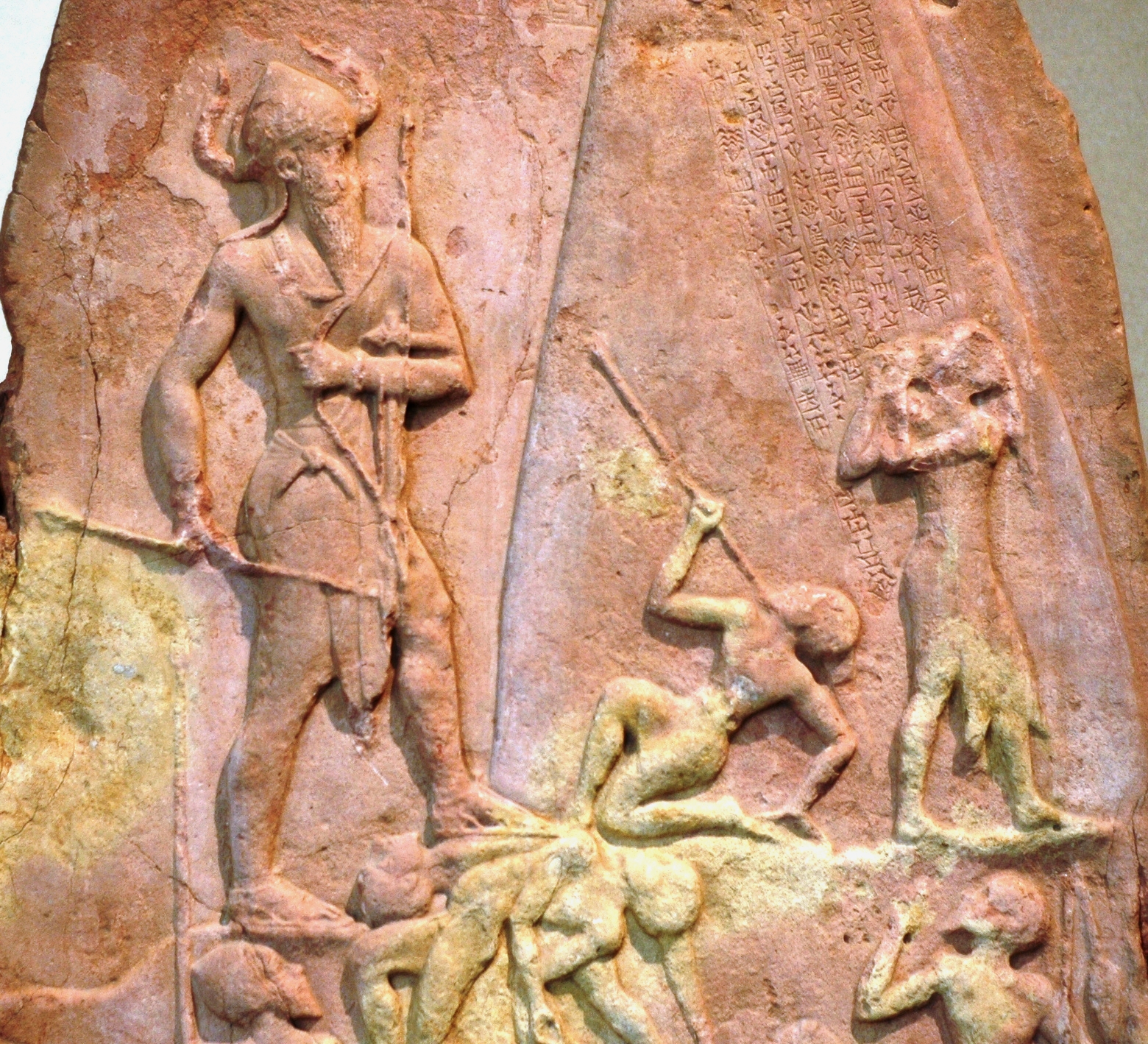
Stela de la Naram-Sin

În timpul lui Naram-Sin, cel mai important conducător după întemeietor, Imperiul cunoaște o nouă epocă de prosperitate economică, afirmare politică și culturală. Sargon și Naram-Sin devin eroi ai epopeilor babiloniene, hurite și hitite. După moartea ultimului rege al dinastiei, Sar-Kali-Sarii, imperiul se prăbușește ca urmare a răscoalei interne și a atacurilor guților, un popor de păstori nomazi coborâți din Munții Zagros, care ocupă pentru un secol cea mai mare parte a Mesopotamiei.

## Akkadienii
Triburi semite de păstori nomazi pătrund în prima jumătate a mileniului III î.Hr, din stepele Arabiei în centrul Mesopotamiei . Limba akkadiană este cel mai vechi idiom semitic atestat; ea adoptă la mijlocul mileniului III î.Hr, scrierea cuneiformă, devenită limbă internațională în comerț, cultură, diplomație. La începutul mileniului II î.Hr, limba avea 2 dialecte principale: babiloneană și asiriană. Din anii 500 î.Hr, rămâne limba științelor si a religiei.
Akkadienii întemeiază orașe-stat: Akkad, Kia, Babilon, Isin, Susa. De asemenea erau foarte războinici formând în jurul anului 2300 î.Hr. primul Imperiu din istorie, condus de Sargon I (cca. 2350-2300 î.Hr.).
Akkadienii mai sunt cunoscuți și pentru arta lor, continuatoare a celei sumeriene și care a dezvoltat basorelieful și sculptura cu subiecte mitologice.

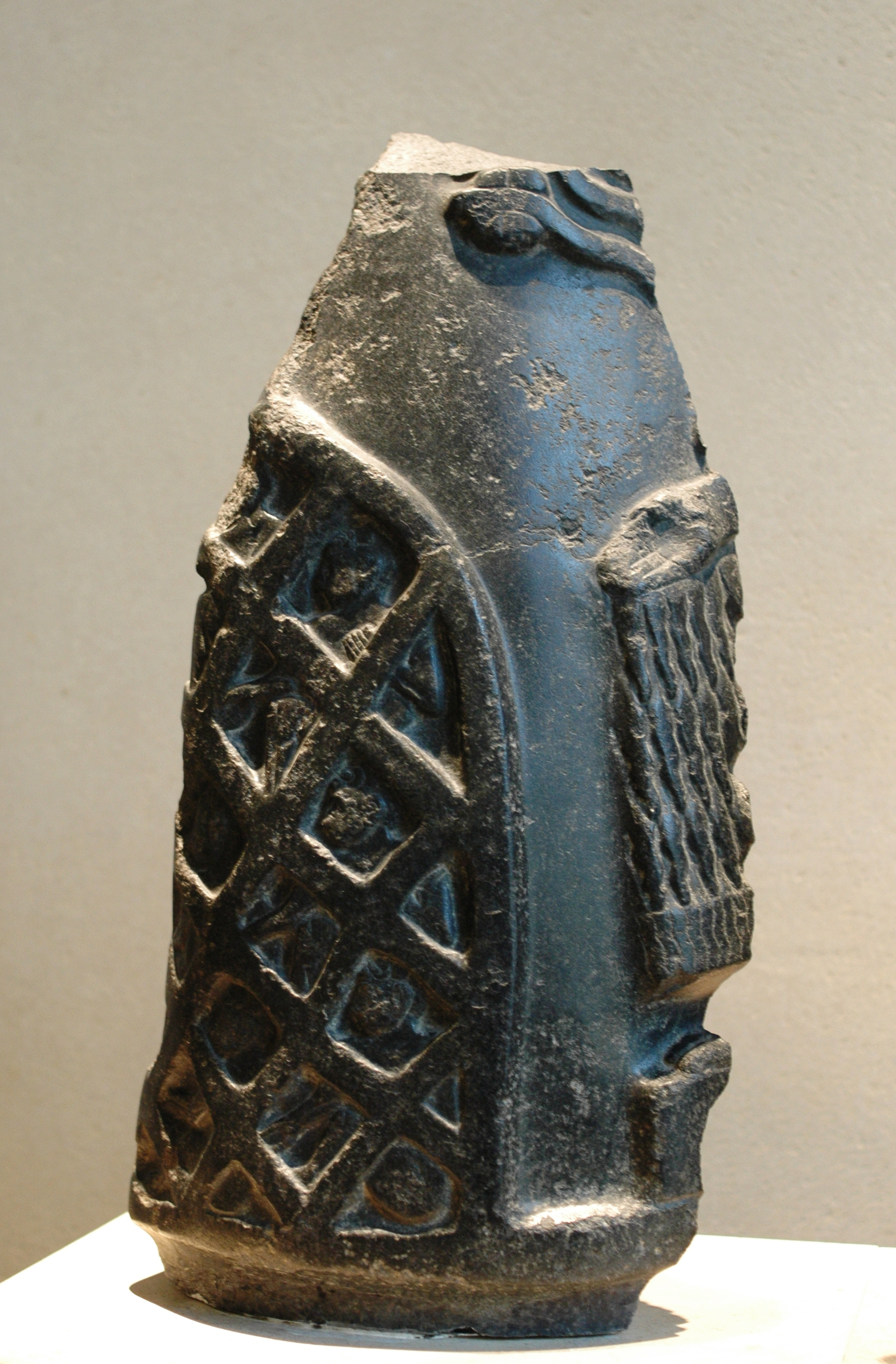
Stela reprezentând victoria akadienilor